# Аграрний парк Тічінелло (Мілан)

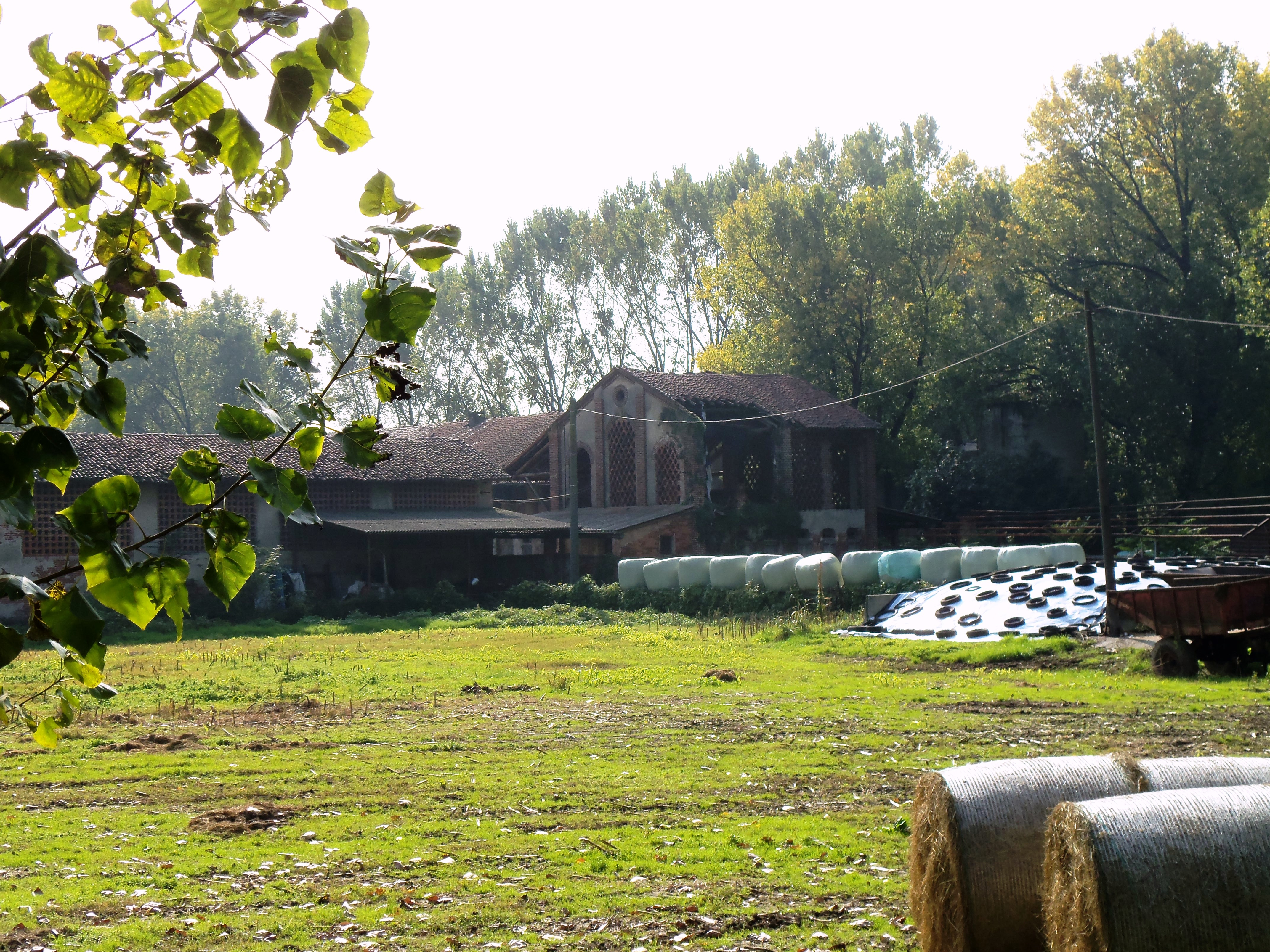
Кашіна Кампацціно

Аграрний парк Тічінелло розташований на схід від вул. Міссалья та пл. Аббіатеґрассо в місті Мілан, Італія, поблизу міланського району Ґратосольйо. Назва походить від каналу Тічінелло, що протікає вздовж території парку. В центрі парку розташована кашіна Кампаццо з її луками, посівами зернових та поголів'ям в 130 корів.
Парк Тічінелло є четвертим за розмірами в Мілані, після парку Форланіні, Парку з печерами і парку Ламбро.

## З історії парку
Ще в 1982 р. міська влада м. Мілан за ініціятиви Комітету жителів та спілок м. Мілан розробила проект по створенню тут міського парку. Після 30-ти років, що минули з цього часу, проект ще й досі не втілений в життя, оскільки значна частина території (50 %) є приватною власністю.
Друга історична будівля в парку, кашіна Кампацціно, знаходиться в повному занепаді. Тут пропонувалося зробити притулок, для ромів, що «отаборилися» в південних околицях міста, але проект був відхилений.